# Санти-Куаттро-Коронати (титулярная церковь)
Титулярная церковь Санти-Куаттро-Коронати (лат. Titulum Sanctorum Quattuor Coronatorum) — древняя титулярная церковь. Согласно Дюшену, кардинальский титул Санти-Куаттро-Коронати можно отождествить с титулом Эмилиане (лат. Aemilianae), перечисленной на римских синодах 499 и 595 годов. На основании Annuario Pontificio титул Эмилиане был упразднен около 600 года Папой Григорием I, который заменил его на Санти-Куаттро-Коронати. Согласно каталогу Пьетро Маллио, составленному во время понтификата Александра III, титулярная церковь была связана с базиликой Святого Петра, а его священники по очереди совершали в ней Мессу.
Титул принадлежит базилике Санти-Куаттро-Коронати, расположенной на холме Целий, в районе Рима Челио, на улице Четырёх Святых. 

## Список кардиналов-священников титулярной церкви Санти-Куаттро-Коронати
- Фортунат — (590 — ?);
- Иоанн — (731 — до 745);
- Феофан — (745 — до 761);
- Константин — (761 — до 772);
- Убальдо Корнелио — (772 — до 795);
- Святой Лев, O.S.B. — (844 — 27 января 847 — избран Папой Львом IV);
- Лев — (853 — до 882);
- Василий — (882);
- Стефан — (882 или 883 — 884);
- Теофилакт — (964 — ?);
- Иоанн — (992 — ?);
- Ариманно (Арманно, Эриманно или Эрманно) да Гавардо — (1061 — 1088);
- Бобоне — (1099 — 1100);
- Августин — (1100 — ?);
- Бозон — (ок. 1117 — ?);
  - Бенедикт, O.S.B.Cas. — (31 марта 1135 — 1137?, до смерти — псевдокардинал антипапы Анаклета II);
  - вакантно (1137 — 1338);
- Гийом Кур, O.Cist. — (18 декабря 1338 — 18 декабря 1350, назначен кардиналом-епископом Фраскати);
- Пьер Этье — (17 сентября 1361 — 4 февраля 1364, назначен кардиналом-епископом Альбано);
- Жан де Дорман — (22 сентября 1368 — 7 ноября 1373, до смерти);
- Юг де Монреле младший — (20 декабря 1375 — 1379, назначен кардиналом-епископом Сабины);
- Дёмётёр Вашкути — (18 сентября 1378 — 20 февраля 1387, до смерти);
  - Жан де Нёфшатель — (4 июня 1384 — 4 октября 1398, до смерти — псевдокардинал антипапы Климента VII);
- Балинт Алшани — (1386 — 19 ноября 1408, до смерти);
- Франческо Угуччоне — (12 июня 1405 — 14 июля 1412, до смерти);
- Альфонсо Каррильо де Альборнос — (14 января 1423 — 14 марта 1434, до смерти);
- Луи де Люксембург — (8 января 1440 — 1442, назначен кардиналом-епископом Фраскати);
  - Бернар де Ла Планш, O.S.B. — (до 4 февраля 1441 — 1448 или 1449, до смерти — псевдокардинал антипапы Феликса V);
- Альфонсо де Борха — (12 июля 1444 — 8 апреля 1455 — избран Папой Каликстом III);
- Луис Хуан дель Мила — (17 сентября 1456 — 9 декабря 1510, до смерти);
  - вакантно (1510 — 1513);
- Лоренцо Пуччи — (29 сентября 1513 — 15 июня 1524, назначен кардиналом-епископом Альбано);
  - вакантно (1524 — 1531);
- Антонио Пуччи — (27 сентября 1531 — 14 ноября 1541, in commendam 14 ноября 1541 — 12 октября 1544, до смерти);
- Роберто Пуччи — (17 октября 1544 — 17 января 1547, до смерти);
- Энрике Португальский, — (24 января 1547 — 31 января 1580, до смерти);
  - вакантно (1580 — 1584);
- Джованни Антонио Факкинетти де Нуче старший — (9 января 1584 — 29 октября 1591 — избран Папой Иннокентием IX);
- Джованни Антонио Факкинетти де Нуче младший — (4 марта 1592 — 18 мая 1606, до смерти);
- Джованни Гарциа Миллини — (7 января 1608 — 14 апреля 1627, назначен кардиналом-священником Сан-Лоренцо-ин-Лучина);
- Джироламо Видони — (6 октября 1627 — 30 октября 1632, до смерти);
- Франческо Бонкомпаньи — (6 февраля 1634 — 9 декабря 1641, до смерти);
- Чезаре Факкинетти — (31 августа 1643 — 24 августа 1671, назначен кардиналом-священником Сан-Лоренцо-ин-Лучина);
- Франческо Альбицци — (24 августа 1671 — 8 января 1680, назначен кардиналом-священником Санта-Мария-ин-Трастевере);
  - вакантно (1680 — 1696);
- Себастьяно Антонио Танара — (21 мая 1696 — 1 апреля 1715, назначен кардиналом-епископом Фраскати);
- Джамбаттиста Патрици — (5 февраля 1716 — 31 июля 1727, до смерти);
  - вакантно (1727 — 1731);
- Алессандро Альдобрандини — (3 сентября 1731 — 14 августа 1734, до смерти);
  - вакантно (1734 — 1743);
- Хоакин Фернандес де Портокарреро — (23 сентября 1743 — 10 апреля 1747, назначен кардиналом-священником Санта-Чечилия);
- Джованни Баттиста Месмер — (15 мая 1747 — 22 сентября 1749, назначен кардиналом-священником Сант-Онофрио);
  - вакантно (1749 — 1754);
- Карло Франческо Дурини — (16 декабря 1754 — 25 июня 1769, до смерти);
  - вакантно (1769 — 1775);
- Кристоф Антон фон Мигацци — (3 апреля 1775 — 14 апреля 1803, до смерти);
  - вакантно (1803 — 1826);
- Людовико Микара, O.F.M.Cap. — (3 июля 1826 — 2 октября 1837, назначен кардиналом-епископом Фраскати);
- Джованни Солья Черони — (21 февраля 1839 — 12 августа 1856, до смерти);
  - вакантно (1856 — 1863);
- Антонио Саверио Де Лука — (1 октября 1863 — 15 июля 1878, назначен кардиналом-епископом Палестрины);
- Америку Феррейра душ Сантуш Силва — (27 февраля 1880 — 21 января 1899, до смерти);
- Пьетро Респиги — (22 июня 1899 — 22 марта 1913, до смерти);
- Джакомо делла Кьеза — (28 мая — 3 сентября 1914 — избран Папой Бенедиктом XV);
- Викториано Гисасола-и-Менендес — (8 сентября 1914 — 2 сентября 1920, до смерти);
- Карл Йозеф Шульте — (10 марта 1921 — 11 марта 1941, до смерти);
- Норман Томас Гилрой — (22 февраля 1946 — 21 октября 1977, до смерти);
  - вакантно (1977 — 1983);
- Юлиан Вайводс — (2 февраля 1983 — 24 мая 1990, до смерти);
- Роджер Майкл Махони — (28 июня 1991 — по настоящее время).